# Nederländernas Grand Prix 1970
Nederländernas Grand Prix 1970 var det femte av 13 lopp ingående i formel 1-VM 1970. 

## Rapport
Efter 22 varv låg britten Piers Courage på sjunde plats då han kraschade med sin De Tomaso. Bilen åkte av banan, kolliderade med en stolpe, slog runt och började brinna. Courage kunde inte ta sig ur bilen och omkom i lågorna. Loppet, som trots den svåra olyckan fortsatte, vanns av Jochen Rindt före Jackie Stewart och Jacky Ickx, som kämpat sig tillbaka efter en punktering.

## Resultat
1. Jochen Rindt, Lotus-Ford, 9 poäng
2. Jackie Stewart, Tyrrell (March-Ford), 6
3. Jacky Ickx, Ferrari, 4
4. Clay Regazzoni, Ferrari, 3
5. Jean-Pierre Beltoise, Matra, 2
6. John Surtees, McLaren-Ford, 1
7. John Miles, Lotus-Ford
8. Henri Pescarolo, Matra
9. Ronnie Peterson, Antique Automobiles/Colin Crabbe Racing (March-Ford)
10. Pedro Rodríguez, BRM
11. Jack Brabham, Brabham-Ford

### Förare som bröt loppet
- Graham Hill, R R C Walker (Lotus-Ford) (varv 71, för få varv)
- François Cévert, Tyrrell (March-Ford) (31, motor)
- George Eaton, BRM (26, oljeläcka)
- Jackie Oliver, BRM (23, motor)
- Piers Courage, Williams (De Tomaso-Ford) (22, fatal olycka)
- Jo Siffert, March-Ford (22, motor)
- Peter Gethin, McLaren-Ford (18, olycka)
- Dan Gurney, McLaren-Ford (2, motor)
- Chris Amon, March-Ford (1, koppling)

### Förare som ej kvalificerade sig
- Andrea de Adamich, McLaren-Alfa Romeo
- Rolf Stommelen, Auto Motor und Sport (Brabham-Ford)
- Pete Lovely, Pete Lovely Volkswagen (Lotus-Ford)
- Silvio Moser, Bellasi-Ford

## Bildgalleri

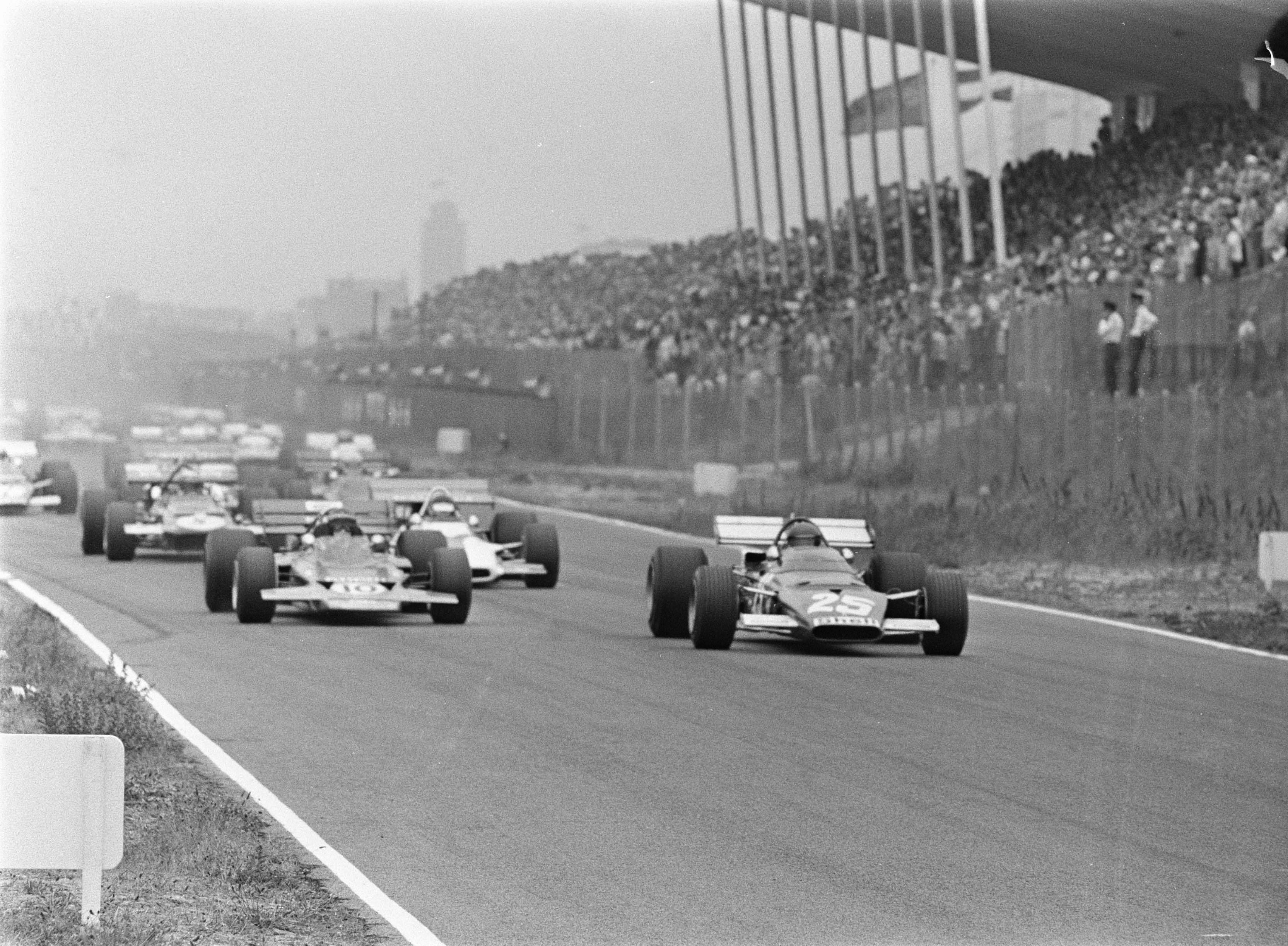
Starten av Nederländernas Grand Prix 1970.
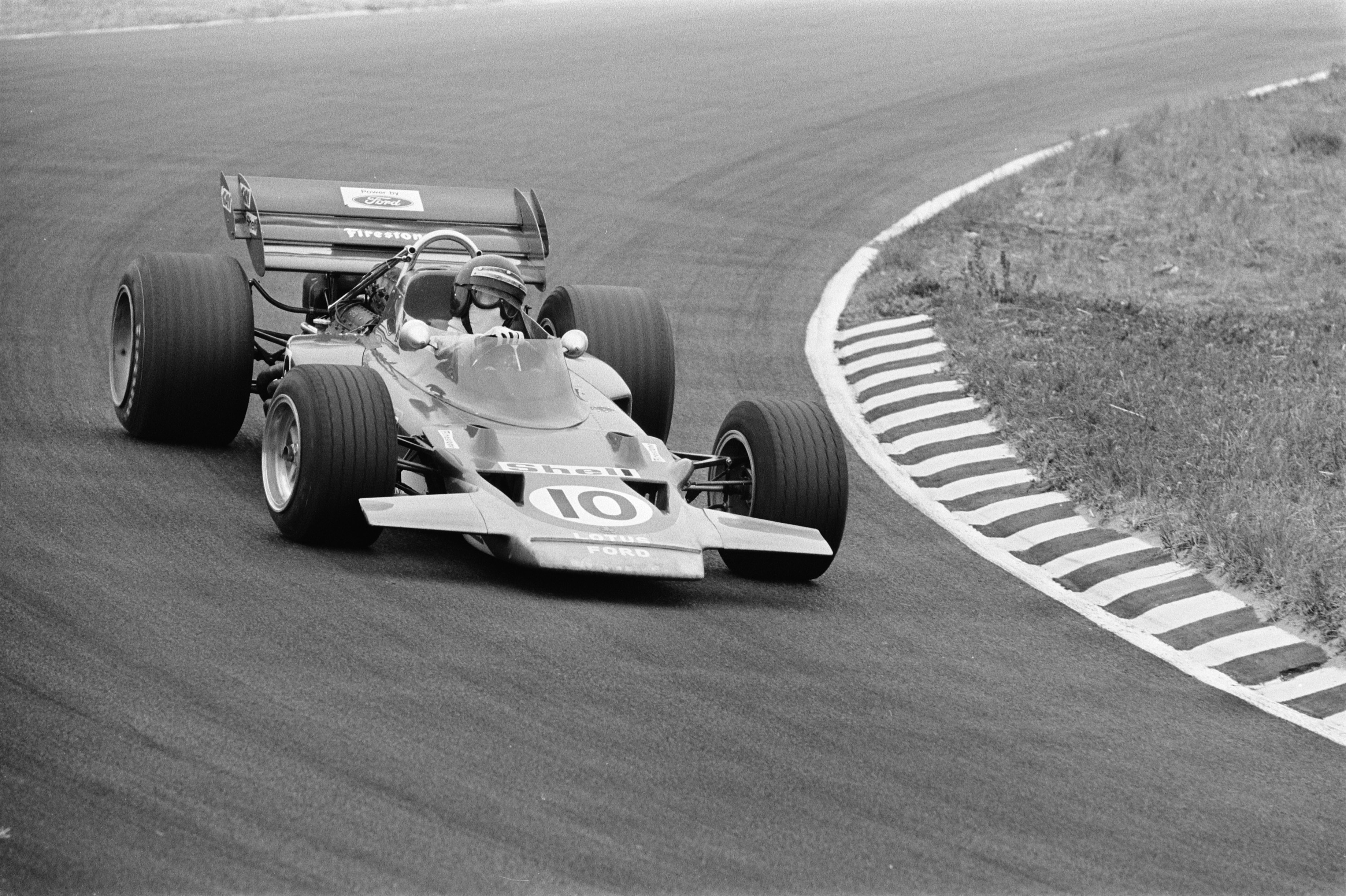
Jochen Rindt tog segern i sin Lotus 72.
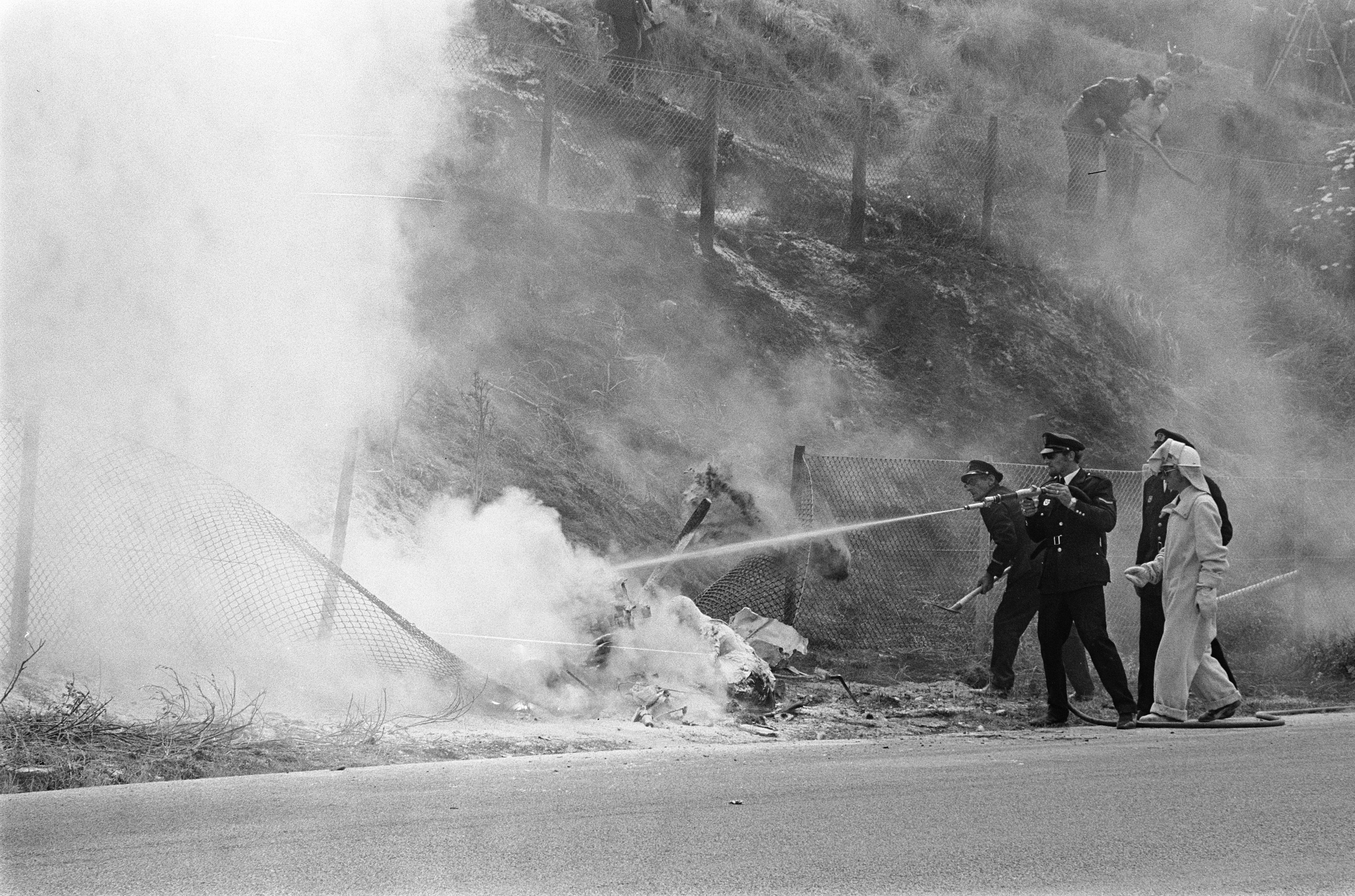
Piers Courage förolyckades efter att på 22:a varvet kolliderat med en stolpe, vilket fick bilen att slå runt och fatta eld.
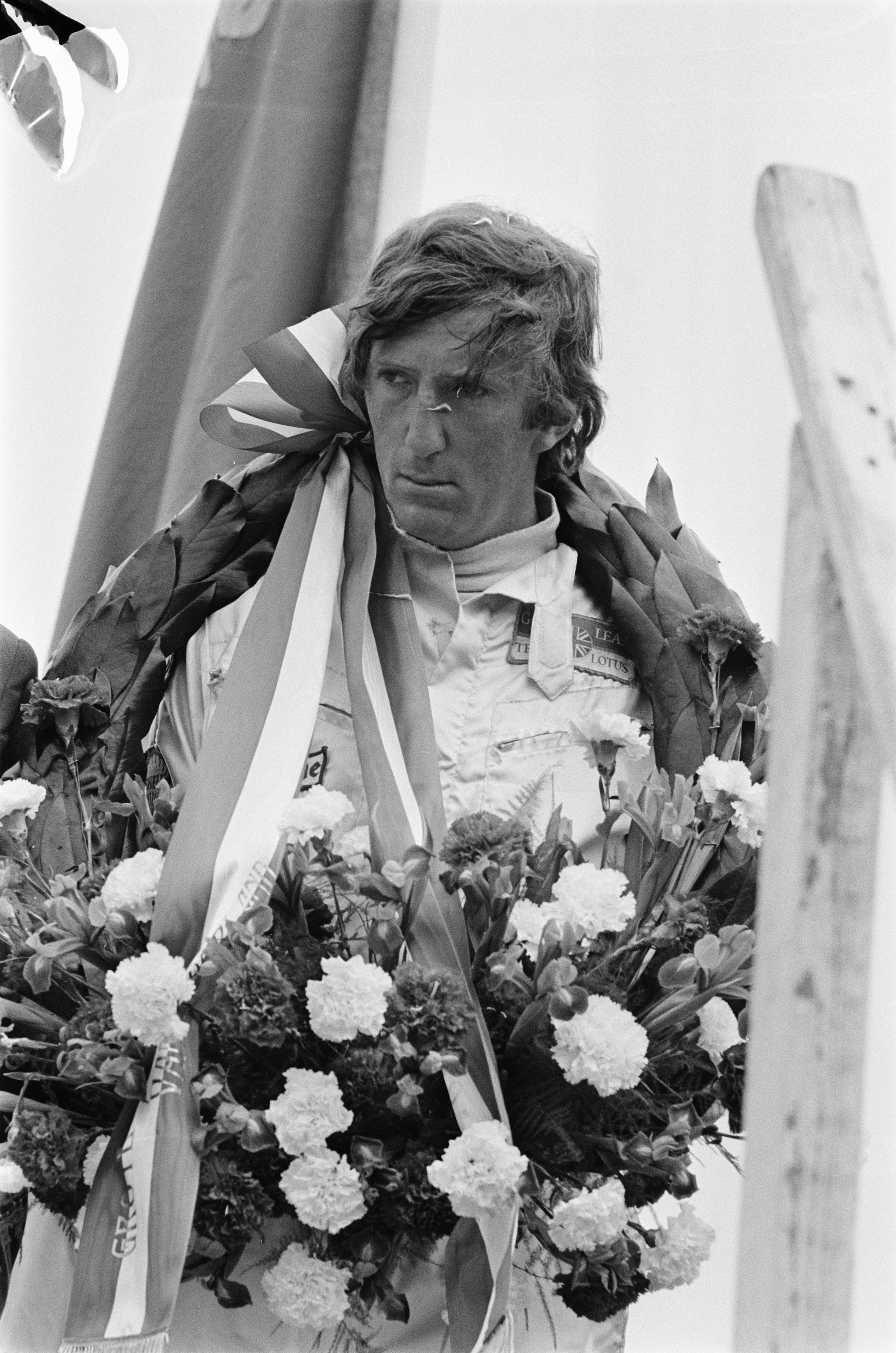
Segraren Jochen Rindt med segerkrans.